# مرحلة جامعية
الدراسة الجامعية أو المرحلة الجامعية (بالإنجليزية: Undergraduate education) مصطلح يشير إلى مرحلة التعليم العالي الجامعي حتى الحصول على درجة البكالوريوس أو الليسانس. وتكمن أهميتها في الوصول إلى مرحلة الدراسات العليا واستكمال الدراسة. وتؤهل الطالب لسوق العمل وشغل المناصب والمهن بمختلف مستوياتها، وهي دراسة ذات طابع تكنولوجي أو علمي أو تخصصي في مجال الإنسانيات والعلوم الاجتماعية والفنون والفلسفة. وبالمثل هي برامج تختص بالدراسات متعددة التخصصات والتي تعرف باسم دراسات الفنون الحرة، والتي تشتمل على الدراسات العامة في مجال العلوم أو الفنون أو العلوم الإنسانية، مع التركيز على بعض التخصصات التي تشكل جزءًا من هذه المجالات البحثية. ومن أمثلة دراسات المرحلة الجامعية: بكالوريوس ودبلومة وليسانس وهندسة تقنية.